# Linda Vigilant
Linda Ann Vigilant ist eine US-amerikanische Primatologin und Genetikerin. Vigilant arbeitet in der Abteilung für Primatenverhalten und Evolution am Max-Planck-Institut für evolutionäre Anthropologie (MPI-EVA) in Leipzig, Deutschland.

## Karriere
Vigilant schloss ihr Studium mit Auszeichnung am Stevens Institute of Technology in Hoboken, New Jersey, 1986 mit einem Bachelor of Science in chemischer Biologie ab. Von 1986 bis 1990 promovierte sie an der University of California, Berkeley im Bereich Genetik.
Zu Beginn ihrer Karriere arbeitete sie am MPI-EVA an der Evolution der mitochondrialen DNA in menschlichen Populationen. Ihre Arbeit nutzt genetische Analysen, um Fragen zur Evolution des Menschen und anderer Primaten, insbesondere der Menschenaffen, zu beantworten. Ihr Forschungsschwerpunkt liegt auf der Ebene einzelner sozialer Gruppen, z. B. bei der Untersuchung der Auswirkungen von Verwandtschaft auf das Sozialverhalten von Individuenpaaren. Andere Studien nutzen die Genotypisierung ganzer Primatenpopulationen, um Rückschlüsse auf das Ausbreitungsverhalten und die soziale Dynamik von Gruppen zu ziehen. Die jüngsten Forschungsinteressen von Vigilant sind der Einsatz groß angelegter Sequenzierungsansätze zum Verständnis der langfristigen Geschichte von Primatenpopulationen und die Untersuchung der Auswirkungen der hohen Varianz des männlichen Fortpflanzungserfolgs auf die Muster der genomischen Variation.

## Persönliches Leben
Vigilant war zweimal verheiratet, zunächst mit einem anderen Genetiker und seit 2008 mit Svante Pääbo. Mit ihrem ersten Ehemann hat sie zwei Söhne, mit ihrem zweiten einen Sohn und eine Tochter.

## Publikationen (Auswahl)
- The limited impact of kinship on cooperation in wild chimpanzees. 2007[2]
- Plant DNA sequences from feces: Potential means for assessing diets of wild primates. 2007[2]

### Herausgeberschaften u.ä.
- International Journal of Primatology, Mitglied des Redaktionsbeirats seit 2003[1]
- American Journal of Physical Anthropology, Mitherausgeber 2006–2010[1]
- Primates, Mitherausgeber seit 2007[1]